# Aequorlitornithes
Aequorlitornithes è un clade di uccelli acquatici recuperati in uno studio di compressione genomica sistematica che utilizza circa 200 specie del 2015. Questo clade contiene i Charadriiformes (trampolieri e uccelli costieri), Mirandornithes (fenicotteri e svassi) e Ardeae (Eurypygimorphae e Aequornithes). Studi precedenti hanno trovato un diverso posizionamento per i cladi nell'albero filogenetico.
|  | Mirandornithes (fenicotteri e svassi) |
|  |                                       |
|  | Charadriiformes (uccelli costieri)    |
|  |                                       |

|  | Eurypygimorphae (tarabusi, kagu e fetonti)                          |
|  |                                                                     |
|  | Aequornithes (strolaghe, pinguini, aironi, pellicani, cicogne, etc) |
|  |                                                                     |

|  | Mirandornithes (fenicotteri e svassi) |
|  |                                       |
|  | Charadriiformes (uccelli costieri)    |
|  |                                       |

|  | Eurypygimorphae (tarabusi, kagu e fetonti)                          |
|  |                                                                     |
|  | Aequornithes (strolaghe, pinguini, aironi, pellicani, cicogne, etc) |
|  |                                                                     |